# Partamasiris
Partamasiris o també Partamasir va ser rei d'Armènia de l'any 113 al 114. Era fill de Pacoros II de Pàrtia.
L'any 113 el rei part Khusro (Osroes I) va deposar el rei Axidares i va col·locar al tron al seu nebot, un fill de l'antic rei part Pacoros II, de nom Partamasiris.
Tot i que Axidares no era ben vist a Roma, aquesta deposició es va entendre com un trencament del tractat de Randea. Trajà va declarar la guerra a l'Imperi Part i va entrar a Armènia. A la ciutat d'Elegeia (Ilidja, prop d'Erzerum) el rei d'Armènia el va anar a visitar i a demanar la investidura però Trajà es va negar a reconèixer-lo i el va expulsar del campament i el va enviar a Pàrtia. Pel camí Partamasiris va desaparèixer, i alguns autors pensen que Trajà el va fer assassinar o què al marxar, la seva escolta, que considerava que estava en desgràcia, el va matar.
Trajà va declarar Armènia província romana i en va confiar el govern a Luci Catili Sever, besavi del futur Marc Aureli. Una columna romana sota el comandament de Quint Lusi Quiet va creuar l'Araxes i va entrar a territori part pel país dels Mardes (Gilan) i per l'Atropatene. Tanmateix Trajà va establir una aliança amb els pobles del Regne del Pont, dels Henioques i dels Makhelons, i va entronitzar un nou rei d'Albània.